# 神戸市立西舞子小学校
神戸市立西舞子小学校（こうべしりつ にしまいこしょうがっこう）は、兵庫県神戸市垂水区狩口台3丁目に所在する公立小学校。同一敷地内に神戸市立舞子中学校・神戸市第一学校給食センターを含む3施設が隣接しながら設置されている。

## 沿革
- 1967年4月1日 - 神戸市立舞子小学校より分離開校。

## 通学区域
神戸市垂水区。
- 神戸市立舞子中学校
  - 狩口台1 - 5丁目、西舞子8丁目(3～14・16・20番)・9丁目(3～14・16番)、舞子坂3丁目(1～5・8～28番)・4丁目、南多聞台4丁目(1～4・16番)・7 - 8丁目
- 神戸市立星陵台中学校
  - 舞子陵(北部)

## 校区周辺
- 垂水警察署
- 明石警察署 明舞交番

## 交通
- 西日本旅客鉄道（JR西日本）山陽本線 舞子駅・山陽電気鉄道本線舞子公園駅より神戸市営バスもしくは山陽バス乗車、「舞子坂3丁目」バス停下車、徒歩3分

## 通学区域が隣接している学校
- 神戸市立舞子小学校
- 神戸市立東舞子小学校
- 神戸市立西脇小学校
- 神戸市立神陵台小学校
- 明石市立松が丘小学校
- 明石市立朝霧小学校